# Domokos Péter (irodalomtörténész)
Domokos Péter (Gyergyóújfalu, 1936. január 15. – Budapest, 2014. május 27.) finnugrista irodalomtörténész, nyelvész, a finnugor nyelvű irodalmak és népköltészet kutatója, tanára. 2007-től professor emeritus. 30 önálló kötete, illetve összeállítása, mintegy 350 cikke, tanulmánya jelent meg.

## Életrajzából
Apja Domokos Pál Péter tanár, történész, néprajzkutató, a csángók kultúrájának kutatója. A család 1944-ben Budapestre költözött. Domokos Péter a budapesti József Attila gimnáziumban érettségizett, az ELTE BTK magyar szakán tanult tovább, ahol 1959-ben szerzett diplomát. Középiskolai tanár lett, majd 1965–1970 között a Leningrádi Állami Egyetem magyar nyelvi és irodalmi lektoraként oktatta a finnugor tanszék hallgatóit. Közben eljutott a Szovjetunió akkoriban nehezen látogatható városaiba, így Petrozavodszkba, Sziktivkarba, Joskar-Olába is.
Hazatérése után, 1970-től a szegedi JATE Finnugor Tanszékének tudományos munkatársa, 1980-tól az ELTE BTK Finnugor Tanszékének főmunkatársa, 1986-tól professzora. Közben 1973-ban kandidátusi, 1984-ben akadémiai doktori címet szerzett (irodalom- és kultúra tudományok).
1992-től közel egy évtizeden át állt az ELTE Finnugor Tanszék élén. 2006 elején nyugdíjba vonult, 2007-től professor emeritus. A doktori képzésben és a nemzetközi finnugor konferenciákon továbbra is részt vett.

## Munkássága
Kezdő tudományos kutatóként egy ideig etimológiai cikkeket írt, de a nyelvészet helyett hamarosan a finnugor nyelvű népek irodalmával kezdett foglalkozni. Ennek eredményeként az 1970-es években több összefoglaló jellegű munkája jelent meg a Szovjetunióban kisebbségben élő („keleti”) finnugor népek irodalmáról.
Az udmurt irodalom története megjelenése idején (1975) nemzetközi viszonylatban is a legrészletesebb udmurt irodalomtörténet volt és a finnugor irodalomtudomány egyik alapvető műve lett. A könyv több is, mint irodalomtörténet, hiszen az udmurt történelemmel, folklórral és az írásbeliség kialakulásával is részletesen foglalkozik; ez akkoriban úttörő és nem veszélytelen vállalkozásnak számított. A finnugor irodalmak kutatásának másik kiemelkedő jelentőségű munkája a tíz évvel később közreadott A kisebb uráli népek irodalmának kialakulása című monográfia. A két könyv oroszul, (e népek közvetítő nyelvén) csak a Szovjetunió felbomlása után jelenhetett meg, az első Udmurtföld fővárosában, Izsevszkben (1993), a második Joskar-Olában (1993).
Magyar történeti, irodalomtörténeti vizsgálódásait Szkítiától Lappóniáig című könyvében adta közre, melynek sokatmondó alcíme: A nyelvrokonság és az őstörténet kérdéskörének visszhangja irodalmunkban. A finnugrisztikai kutatástörténet tárgykörébe illeszkednek a múlt magyar tudósairól, így Hunfalvy Pálról vagy Kállay Ferencről készült összefoglaló munkái.
Számos általa szerkesztett könyv közül kiemelhető a Hajdú Péterrel közösen összeállított Uralisztikai olvasókönyv (1977), valamint a Finnugor-szamojéd (uráli) regék és mondák I–II. kötet (1984), melynek előszavát és jegyzeteit is Domokos Péter írta.
Szakmai munkájának fontos része volt vezetői tevékenysége. Az MTA Modern Filológiai Bizottságának tagja, majd titkára, 1997-től elnöke. Az 1980-as évektől a Filológiai Közlöny szerkesztőbizottságának tagja, később elnöke. A Finnugor Kongresszusok Nemzetközi Bizottságának (ICFUC) 1985-től rendes tagja, 2010-ben tiszteletbeli tagja.
Domokos Péter 1960-tól több mint 50 éven át a Nemzetközi Finnugor Kongresszusok állandó résztvevője volt. Fontos szerepe volt abban, hogy az 1975-ös budapesti finnugor kongresszustól kezdve az irodalmi szekció helyet kaphatott a finnugrisztika hagyományos tudományágai között. Közreműködött a Finnugor Írók Szövetsége megalapításában (1989), melynek megalakulásától alelnöki, 1993-tól 1996-ig elnöki tisztét töltötte be, 2004-től pedig ismét alelnöke volt.

## Díjak, elismerések
- A Munka Érdemrend ezüst fokozata (MTA), 1986
- Az Udmurt ASZSZK Legfelsőbb Tanácsának díszoklevele (Szovjetunió, Izsevszk), 1989
- Az Udmurt Kenes Nemzeti Társaság diplomája és díja (Oroszország, Udmurt Köztársaság, Izsevszk), 1996
- A Magyar Köztársasági Érdemrend középkeresztje, 1996
- Az E. W. Ponkkala Alapítvány kitüntetése és díja (Finnország, Helsinki), 1998
- Az Észt Köztársaság Elnökének Pro terra Mariana Érdemrendje, V. fokozata, 1999
- A Finn Köztársaság elnöke által adományozott Fehér Rózsa Érdemrend lovagja, 2002
- A Komi Állami Egyetem kitüntetése, 2005
- A Mari Köztársaság külföldieknek adható legmagasabb kitüntetése, 2006
- A Szentpétervári Állami Egyetem díszdoktora, 2006
- Puskin-érem Vlagyimir Putyin orosz elnöktől, 2006

## Főbb műveiből
- A finn irodalom fogadtatása Magyarországon. Bp., Akadémiai Kiadó, 1972
- Az udmurt irodalom története. Bp., Akadémiai Kiadó, 1975
- Literaturen finnisch-ugrischer und samojedischer Völker in der Sowjetunion. Göttingen, 1977. (Philologisch-Historische Klasse. 1977. 2.)
- Uráli nyelvrokonaink (Hajdú Péter társszerzővel). Bp., Tankönyvkiadó, 1978
- Handbuch der uralischen Literaturen. Szeged. (Studia Uralo-Altaica N. 18.), 1982
- Itäisten suomalais-ugrilaisten kansojen kirjallisuudesta. Helsinki-Porvoo, 1983
- A kisebb uráli népek irodalmának kialakulása. Bp., Akadémiai Kiadó, 1985
- Hunfalvy Pál (Paládi-Kovács Attila társszerzővel). Bp., Akadémiai Kiadó, 1986
- Die uralischen Sprachen und Literaturen (Hajdú Péter társszerzővel). Bp., Akadémiai Kiadó, (Bibliotheca Uralica 8.), 1987
- Kállay Ferenc. Bp., Akadémiai Kiadó, 1990
- Szkítiától Lappóniáig. A nyelvrokonság és az őstörténet kérdéskörének visszhangja irodalmunkban. Bp., Akadémiai Kiadó, 1991
  - Második, átdolgozott kiadás. Bp., Universitas Könyvkiadó, 1998
- Barna Ferdinánd. Bp., Akadémiai Kiadó, 1991
- Isztorija udmurtszkoj lityeraturi. Izsevszk, 1993
- Formirovanyije lityeratur malih uralszkih narodov. Joskar-Ola, 1993
- Négy tanulmány (három ráadással). Bp. (Budapesti Finnugor Füzetek 4.), 1996